# Рутка (притока Глибочка)
Рутка — річка в Україні, у Новоушицькому районі Хмельницької області. Ліва притока Глибочка (басейн Дністра).

## Опис
Довжина річки приблизно 1,6 км.

## Розташування
Бере початок у селі Іванівка. Тече переважно на південний захід і впадає у річку Глибочок, ліву притоку Ушиці. 
Біля річки пролягає автошлях Т 2315.